# ボロウド・タイム
「ボロウド・タイム」(英語: Borrowed Time)は、1984年に発売されたジョン・レノンの楽曲、およびそのシングル。ジョンは1980年12月8日、凶弾に倒れたため、死後の発表となった。
1984年にリリースされた、ジョンとオノ・ヨーコのアルバム『ミルク・アンド・ハニー』に収録され、同年シングル・カットされたが、日本ではシングルはリリースされなかった。日本盤アルバムでは「ボロード・タイム」と表記されている場合もある。B面は、アルバムでも「ボロウド・タイム」の次に収録されていたヨーコの楽曲「ユア・ハンズ」。全英チャートでは32位に達したが、アメリカではチャート・インしなかった。
オノ・ヨーコは2001年6月18日、松村雄策とのインタビューで、この曲の歌詞に関して「死を予知しているみたいな歌」という趣旨の発言をしている。
PVはビデオ「ジョン・レノン・コレクション」ではビートルズのシェイ・スタジアムの登場から始まりジョンの生涯を追うというものだったがDVD「レノン・レジェンド」では始まりがジョンの幼年時代の写真で様々な角度のを動かしソロ時代のジョンとヨーコの映像を中心にし、ラストのアドリブではジョンがショーンと一緒にいる映像などのジョンの口を早くし「トーク・モア・トーク」のジョンとヨーコが耳に話し合っている映像を使いオリジナルと違い演奏が終わるバージョンに変わっている。